# Lemniden

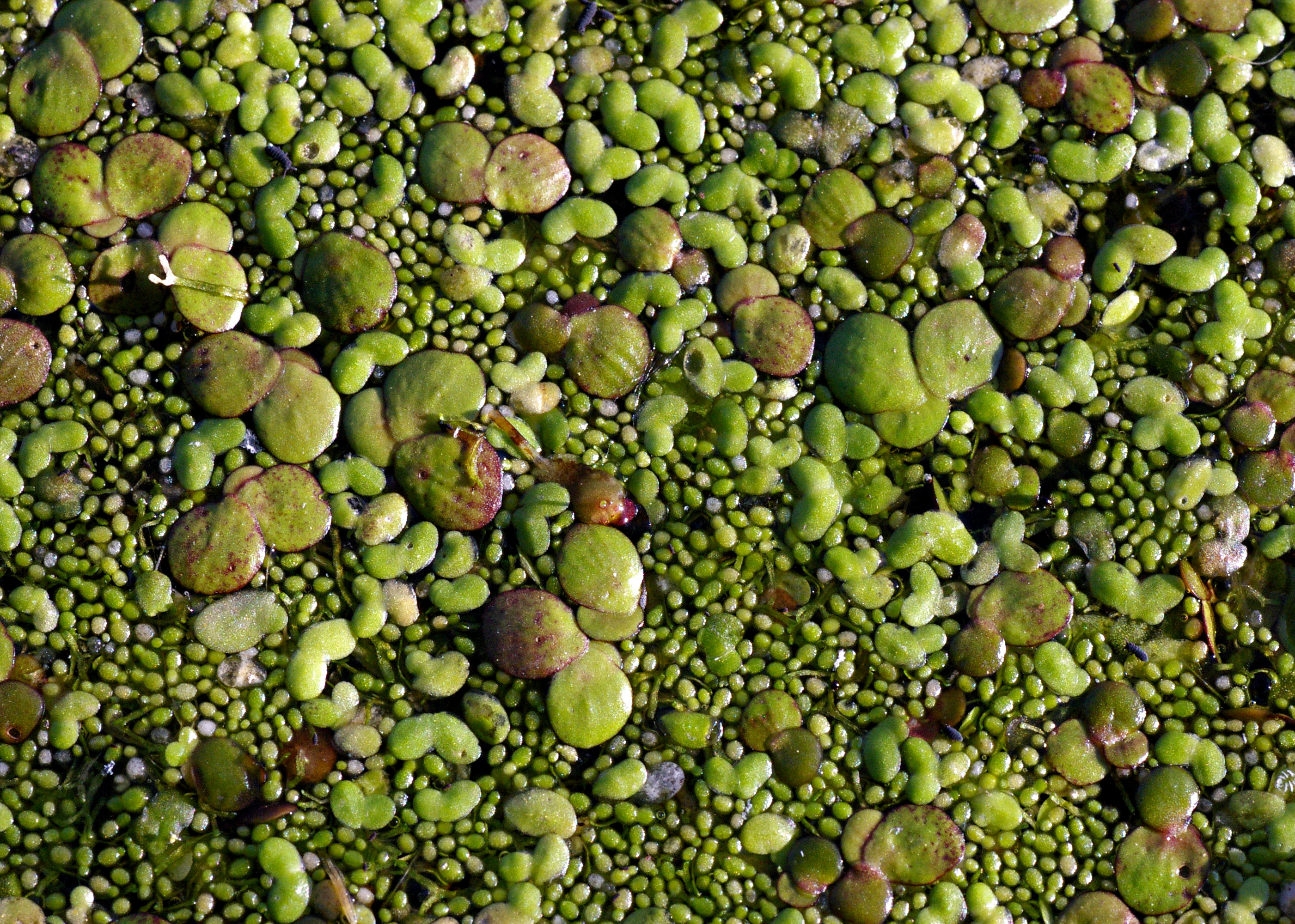
Drie soorten lemniden: veelwortelig kroos, klein kroos en wortelloos kroos.

De lemniden of lemnoïden zijn een levensvormengroep van op het water drijvende vaatplanten met een klein bladoppervlak. De bovenkant van de bladeren is aangepast aan de lucht en de onderkant aan het water. Veel lemniden hebben wortels aan de onderkant van het blad, maar er zijn ook soorten waarbij deze ontbreken.
In Nederland en Vlaanderen worden de lemniden vertegenwoordigd door de geslachten kroosvaren, eendenkroos, Wolffia en Spirodela. In de vegetatiekunde worden de sterk door lemniden gedomineerde syntaxa gerekend tot de eendenkroos-klasse. 